# Achi (Nagano)
Achi (Japans: 阿智村, Achi-mura) is een dorp in het district Shimoina in de Japanse prefectuur Nagano. Het dorp heeft een oppervlakte van 214,47 km² en had op 1 augustus 2014 6749 inwoners.